# Tony Giglio
Tony Giglio (né le 3 juin 1971) est un réalisateur et scénariste américain.

## Biographie
Tony Giglio est diplômé de l'université Seton Hall.
Tout d'abord assistant de plateau (notamment sur Heat et Menteur, menteur), il devient ensuite réalisateur et scénariste.

## Filmographie

### Réalisateur
- 1999 : Soccer Dog: The Movie
- 2004 : U-Boat : Entre les mains de l'ennemi (In Enemy Hands)
- 2005 : Chaos
- 2007 : Timber Falls
- 2013 : Extraction
- 2017 : SWAT: Under Siege
- 2019 : Doom: Annihilation

### Scénariste
- 1999 : Soccer Dog: The Movie
- 2004 : U-Boat : Entre les mains de l'ennemi (In Enemy Hands)
- 2005 : Chaos
- 2011 : Death Race 2
- 2013 : Death Race: Inferno
- 2018 : Death Race: Anarchy
- 2019 : Doom: Annihilation